# Перелесье (Крым)
Переле́сье (до 1948 года Камышлы́к; укр. Перелісся, крымскотат. Qamışlıq, Къамышлыкъ) — исчезнувшее село в Белогорском районе Республики Крым, на территории Криничненского сельсовета. Располагалось на юге района, в горах Главной гряды Крымских гор, в северо-восточных отрогах Караби-Яйлы, примерно в 3 км к западу от современного села Красносёловка.

## История
Первое документальное упоминание села встречается в Камеральном Описании Крыма… 1784 года, судя по которому, в последний период Крымского ханства Темишлык входил в Карасубазарский кадылык Карасубазарского каймаканства. После присоединения Крыма к России (8) 19 апреля 1783 года, (8) 19 февраля 1784 года, именным указом Екатерины II сенату, на территории бывшего Крымского Ханства была образована Таврическая область и деревня была приписана к Симферопольскому уезду. После Павловских реформ, с 1796 по 1802 год, входила в Акмечетский уезд Новороссийской губернии. По новому административному делению, после создания 8 (20) октября 1802 года Таврической губернии, Камышлык был включён в состав Аргинской волости Симферопольского уезда.
По Ведомости о всех селениях в Симферопольском уезде состоящих с показанием в которой волости сколько числом дворов и душ… от 9 октября 1805 года в деревне Камышлы числилось 10 дворов и 52 жителя, исключительно крымских татар. На военно-топографической карте генерал-майора Мухина 1817 года обозначена деревня Камышлы с 26 дворами. После реформы волостного деления 1829 года Камышлык, согласно «Ведомости о казённых волостях Таврической губернии 1829 года», остался в составе преобразованной Аргинской волости. На карте 1836 года в деревне 18 дворов. Затем, видимо, вследствие эмиграции крымских татар в Турцию, деревня опустела и на карте 1842 года деревня Камышлы обозначена условным знаком «малая деревня» (это означает, что в ней насчитывалось менее 5 дворов).
В 1860-х годах, после земской реформы Александра II, деревню приписали к Зуйской волости того же уезда. В «Списке населённых мест Таврической губернии по сведениям 1864 года», составленном по результатам VIII ревизии 1864 года, Камышлы — владельческая татарская деревня с 14 дворами, 87 жителями и мечетью при безъименномъ ручьѣ. По обследованиям профессора А. Н. Козловского начала 1860-х годов, в селении «имеются в изобилии родники и горные ручейки», также были  колодцы с пресной водой глубиной не более 3—5 саженей (6—10 м). На трёхверстовой карте Шуберта 1865—1876 года в деревне Камышлык обозначено 10 дворов. В «Памятной книге Таврической губернии 1889 года», составленной по результатам Х ревизии 1887 года, в Камышлах насчитывалось 12 дворов и 63 жителя.
После земской реформы 1890-х годов деревня осталась в составе преобразованной Зуйской волости. Согласно «…Памятной книжке Таврической губернии на 1892 год», в деревне Камышлы, входившей в Аргинское сельское общество, было 109 жителей в 8 домохозяйствах, все безземельные. На подробной карте 1893 года в деревне обозначено 9 дворов с татарским населением. По «…Памятной книжке Таврической губернии на 1902 год» в деревне Камышлык, входившей в Аргинское сельское общество, числилось 87 жителей в 8 домохозяйствах. По Статистическому справочнику Таврической губернии. Ч.II-я. Статистический очерк, выпуск шестой Симферопольский уезд, 1915 год, в деревне Камышлык Зуйской волости Симферопольского уезда числилось 7 дворов с татарским населением в количестве 43 человек приписных жителей, из которых 20 мужчин и 23 женщины. Жители владели 400 десятинами земли. В хозяйствах имелось 18 лошадей, 4 вола и 9 коров.
После установления в Крыму Советской власти, по постановлению Крымревкома от 8 января 1921 года была упразднена волостная система и село вошло в состав вновь созданного Карасубазарского района Симферопольского уезда, а в 1922 году уезды получили название округов. 11 октября 1923 года, согласно постановлению ВЦИК, в административное деление Крымской АССР были внесены изменения, в результате которых округа ликвидировались, Карасубазарский район стал самостоятельной административной единицей и село включили в его состав. Согласно Списку населённых пунктов Крымской АССР по Всесоюзной переписи 17 декабря 1926 года, в селе Камышлык, Молбайского сельсовета Карасубазарского района, числилось 15 дворов, из них 14 крестьянских, население составляло 63 человека, все татары. В период оккупации Крыма, 21 и 22 декабря 1943 года, в ходе операций «7-го отдела главнокомандования» 17 армии вермахта против партизанских формирований, была проведена операция по заготовке продуктов с массированным применением военной силы, в результате которой село Камышлык было сожжено и все жители вывезены в Дулаг 241.
В 1944 году, после освобождения Крыма от фашистов, согласно Постановлению ГКО № 5859 от 11 мая 1944 года, 18 мая крымские татары из Камышлыка были депортированы в Среднюю Азию. 12 августа 1944 года было принято постановление № ГОКО-6372с «О переселении колхозников в районы Крыма», в исполнение которого в район завезли переселенцев: 6000 человек из Тамбовской и 2100 — Курской областей, а в начале 1950-х годов последовала вторая волна переселенцев из различных областей Украины. С 25 июня 1946 года селение в составе Крымской области РСФСР. Указом Президиума Верховного Совета РСФСР от 18 мая 1948 года Камышлык переименовали в Перелесье. Видимо, ликвидировано до 1954 года, так как в доступных документах, в том числе и в списке упразднённых в период с 1954 по 1968 годы оно не фигурирует.

### Динамика численности населения
| - 1805 год — 52 чел. - 1864 год — 87 чел. - 1889 год — 63 чел. - 1892 год — 109 чел. | - 1902 год — 87 чел. - 1915 год — 43 чел. - 1926 год — 63 чел. |